# Pierre de Giac (chancelier de France)
Pierre de Giac, ou Piere de Giat, est un noble français, seignieur de Giac ou Giat, chancelier de France de 1383 à 1388, est né à Riom vers 1340, et mort en 1407.

## Biographie
Pierre de Giac est le fils de Jean de Giac et d'Amphelise de Vigoche. Il est seigneur de Giat, Jouy, Clichy-la-Garenne, Soupy, Joserand, Saint-Germain-du-Bois-Rémy et de Vigoche.
Il a d'abord été maître des requêtes et chambellan du roi en 1358. Jean de Berry, frère du roi Charles V, est duc d'Auvergne depuis 1360. Pierre de Giac est conseiller et maître des requêtes de Jean de Berry avant d'être son chancelier entre 1371 et 1383.
Il s'est marié vers 1371 avec Marie de Capendu ou de Bar, dame de Salelles.
À la mort de Charles V, en 1380, Jean de Berry est nommé un des tuteurs du jeune roi Charles VI. En 1381, le duc de Berry est nommé lieutenant du roi en Languedoc. Les tuchins se révoltent contre l'augmentation de la fiscalité. Jean de Berry intervient avec une puissance armée pour restaurer l'autorité royale. Pierre de Giac lui a rendu de grands services. Il lui a amené trente hommes d'armes en Languedoc où son mauvais gouvernement l'avait mis en péril. En 1381, il intervient à la demande du duc de Berry pour régler le conflit entre le comte d'Armagnac et le comte de Foix.
L'importance du duc de Berry dans le gouvernement du royaume de France pendant la minorité de Charles VI a permis à Pierre de Giac d'être nommé chancelier de France le 19 juillet 1383. Il a alors été comblé de faveurs et des domaines importants lui ont été donné ainsi que l'ancien hôtel d'Hugues Aubriot, prévôt de Paris, en mai 1384 qu'il revend en 1397 à Louis d'Orléans. Il a acquis en 1385 la Grange aux Merciers, dite plus tard le Petit-Bercy, qu'il a revendu en 1398 au duc de Berry,.
Il s'est démis de sa charge de chancelier de France en 1388 mais a continué à être présent dans les conseils du roi.
Il a bâti sur sa terre de Vigoche, dans une des belles positions de la Limagne, un château qu'il a appelé Château-Gay.
Il fait son testament le 25 février 1398.
Il est mort en 1407 après avoir rédigé un codicille à son testament, le 23 août, et a été inhumé dans la chapelle qu'il a fait construire dans l'église des cordeliers, à Riom.

## Famille
À partir du testament de Pierre de Giac :
- Jean de Giac, seigneur de Giac, marié avec Amphelise de Vigoche, inhumé à Riom,
  - Pierre Ier de Giac (Riom, vers 1340-1407), seigneur de Giac, marié avec Marguerite de Bar de Capendu (morte vers 1358),
    - Louis de Giac (mort en 1396), seigneur de Châteaugay, marié en 1376 avec Jeanne de Peschin (morte en 1405), dame de Brun,
      - Pierre II de Giac (vers 1377-1427), mariée en premières noces, vers 1413, avec Jeanne de Naillac (vers 1393-vers 1425), dame de Châteaubrun,
        - Louis de Giac (1415-1480), marié en 1447 avec Alix de La Roche-Tournoël, mort sans postérité.
        - Louise de Giac (morte après 1480), mariée vers 1418 avec Jacques de La Queuille (mort vers 1442), seigneur de Lon, Châteauneuf-du-Drac, Saint-Vert et La Queuille, chambellan du duc de Bourbon,
          - Charles de La Queuille, seigneur de La Queuille et de Châteaugay[8],
          - Guillaume de La Queuille, seigneur de Châteauneuf-du-Drac,
          - Louise de La Queuille,

      - Pierre II de Giac, marié en secondes noces, vers 1425, avec Catherine de L'Isle-Bouchard
      - Jeanne de Giac (morte après 1411), mariée premières noces, en 1406 à Louis des Barres, dit le Barrois des Barres, seigneur de Bannegon, de Chitry, de Bois-Roserain et de Neuvy
        - Philiberte des Barres, mariée à Guillaume Damas (mort après 1450),
          - Antoine Damas,

        - Philiberte des Barres, mariée en secondes noces, avant 1455, avec Chrétien de Digoine (mort en 1481),
          - Anne de Digoine, dame de Thianges, mariée en 1472 avec Jean II Damas, seigneur de Marcilly,

        - Louis des Barres,
        - Pierre des Barres, marié à Marguerite Rogié,
        - Guillaume des Barres
        - Jacques des Barres,
        - Catherine des Barres (morte en 1468), mariée en 1460 avec Philippe de Crux (mort en 1476), vicomte de Dreues, seigneur de Trohan et de Sardy,

      - Marguerite de Giac,

    - Jeanne de Giac, mariée au sieur de Lérigat,
    - Catherine de Giac (1358-1403), mariée en premières noces, 1387 à Jacques de Tournon (mort en 1396), seigneur de Mehun,
      - Jeanne de Tournon

    - Catherine de Giac, mariée en secondes noces, en 1398, avec Louis de Poitiers-Valentinois (mort en 1468), seigneur de Saint-Vallier,
      - Charles de Poitiers-Valentinois (mort en 1455), seigneur de Saint-Vallier, gouverneur de Provence (1437-1439)[9], marié en 1429 avec Anne de Montlaur (morte en 1436).

  - Jean de Giac. Le nom de sa femme est inconnu,
    - Jeanne de Giac, mariée à Jean, seigneur de Saint-Bonnet de Dienne (mort en 1390)